# Jean Anthelme Brillat-Savarin

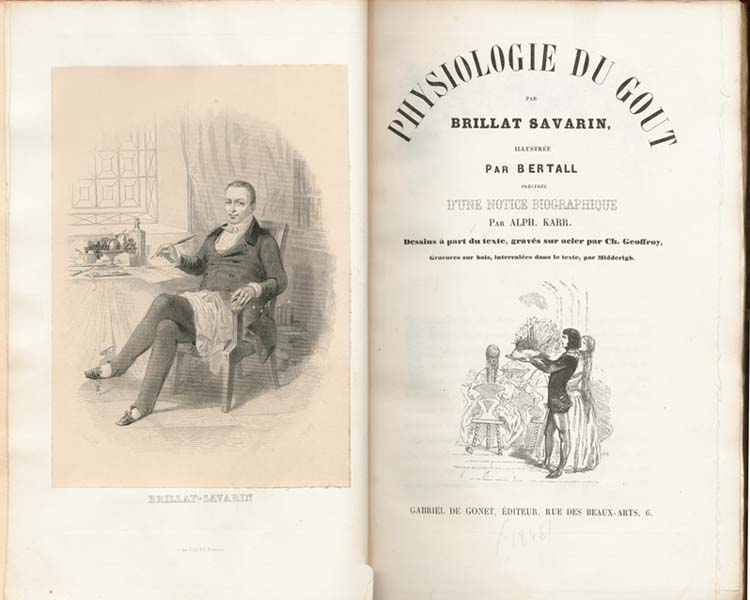
Titelblad van Physiologie du goût met een portret van Brillat-Savarin

Jean Anthelme Brillat-Savarin (Belley, 1 april 1755 – Parijs, 2 februari 1826) was een Franse rechter en schrijver, die vooral bekend geworden is als schrijver van het gastronomische werk La Physiologie du Goût.

## Leven
Brillat-Savarin stamde uit een van oorsprong Venetiaanse familie van handelaren, magistraten, advocaten en officieren. Hij studeerde rechten in Dijon en vestigde zich als advocaat in zijn geboorteplaats Belley. In 1789 werd hij voor de derde stand gekozen in de Franse Staten-Generaal. Hij nam deel aan de Franse Revolutie en zetelde tot 1792 in de Nationale Vergadering. Na de ontbinding ervan keerde hij terug naar Belley om burgemeester en rechter te worden. 
In de nasleep van de val van de girondijnen werd hij op 10 augustus 1792 afgezet. Tijdens de Terreur ontsnapte hij aan arrestatie en in 1794 week hij uit naar Zwitserland. Hij woonde achtereenvolgens in Moudon en Lausanne en later in Londen, New York en Boston. In 1796 keerde hij terug naar Europa.
Na de staatsgreep van 18 Brumaire in 1799 werd Brillat-Savarin weer rechter. Hij werd in 1800 benoemd in de rechtbank van Versailles en enkele maanden later in het Hof van Cassatie. Buiten zijn ambt had Brillat-Savarin voldoende tijd voor het schrijven van het culinaire standaardwerk La Physiologie du goût, waaraan hij 25 jaar zou werken. Dit boek vermengde filosofie met recepten, herinneringen en medische adviezen. Het verscheen in 1826, twee maanden voor zijn dood.
Van zijn erotische verhalen is alleen een fragment overgebleven, postuum gepubliceerd als Voyage à Arras.

## Publicaties
- Discours de Brillat-Savarin sur la manière d'organiser les tribunaux d'appel (1790)
- Vues et projets d'économie politique (1801)
- Théorie judiciaire (1808)
- De la Cour suprême (1814)
- Essai historique sur le duel d'après notre législation et nos mœurs (1819)
- Note sur l'archéologie de la partie orientale du département de l'Ain (1820)
- La Physiologie du goût (1826)
- Voyage à Arras (1950)

## In Nederlandse vertaling
- Jean-Anthelme Brillat-Savarin, Het wezen van de smaak. Overpeinzingen van een 19e-eeuwse fijnproever, vertaald door Han en Wina Born, 1987. ISBN 9789021011844 (herdrukt 2002)